# Человек-загадка
«Человек-Загадка» — первый интернет-сингл петербургской панк-рок группы «КняZz», вышедший в 2011 году. Содержит три трека, которые впоследствии вошли в дебютный альбом группы «Письмо из Трансильвании».
Сингл был представлен для свободного скачивания на портале ThankYou.ru, а также представлен для свободного ознакомления на Нашем радио, а заглавная композиция надолго вошла в топ 13 хит-парада «Чартова дюжина» Данная композиция стала первым радио-синглом и одной из самых популярных песен группы. «Человек-Загадка» также вошла в список «500 лучших песен Нашего Радио».
22 апреля 2013 года на сайте Нашего радио появился дебютный клип группы на композицию «Человек-Загадка».

## Список композиций
| № | Название        | Длительность |
| - | --------------- | ------------ |
| 1 | Воланд прав!    | 3:07         |
| 2 | Вервольф        | 2:30         |
| 3 | Человек-Загадка | 4:53         |

## Участники записи
- Андрей Князев — вокал.
- Дмитрий Ришко — скрипка.
- Владимир Стрелов — соло-гитара.
- Димитрий Наскидашвили — соло бас-гитара.
- Станислав Макаров — труба.
- Павел Лохнин — ударные.
- Евгений Дороган — клавишные.

## Съёмки клипа

### История создания
Съёмки музыкального видео состоялись 12 февраля на одном из городских кладбищ. Режиссёром видео стал петербургский актёр Александр Рублев, ранее работавший над клипом «Стёкла грязных улиц» группы «Декабрь».
"На момент написания сценария, я мало был знаком с творчеством «КняZz». Меня песня одна «зацепила», случайно услышал…Написал сценарий. А так как песня уже звучала на радио, я подумал, что снимать уже не актуально, " — комментирует проделанную работу сам режиссёр, — «Решающим фактором съёмок послужило то, что сценарий попал в руки директору группы, Вахтангу Махарадзе. Он позвонил и предложил снять видео. С творчеством группы мне ещё предстоит познакомиться».

### Съёмочная группа
- Евгений Гордюхин — режиссёр.
- Антон Жабин — оператор.
- Анна Рожецкая — ассистент оператора.
- Юрий Кудрицкий — осветитель.
- Вадим Попов — бэкстейдж.
- Оксана Максимова — помощник режиссёра.
- Константин Клюшев — администратор.
- Виктор Александровский — цветокоррекция.
- Олег Бесовский — директор студии «Ам Медиа». http://ammedia.pro/concert/knjazz/
- Александр Рублёв — сценарист, продюсер.
- Актёры: Юлия Денисова, Сергей Куницкий, Филипп Могильницкий, Алиса Слепян.
- Финансовая помощь — Сергей Жубаркин.

## Клип

### Роль участников группы
В отличие от клипов «Король и Шут», участники группы не играют никакую роль непосредственно в клипе. На протяжении всего клипа показывается играющая в тёмном помещении группа, причём группа показывается параллельно с сюжетом клипа. Показываются то отдельно участники группы, то вся группа.

### Сюжет клипа
Когда начинается песня, девушка сидит в комнате и читает книгу. Когда начинается первый куплет, в комнату входит незнакомый человек с цветами. Девушка переводит взгляд на него. Бармен наливает незнакомцу виски. Во время припева незнакомый человек выпивает, рассеянным взглядом смотрит вперёд и уходит. Девушка неотрывно смотрела на него. После она заметила цветы, которые он оставил, и записку в букете. С начала второго куплета девушка бродит по кладбищу в сильную метель, пытаясь найти незнакомца. Во время припева она начинает замерзать, а незнакомец прячется за деревом. Во время проигрыша после второго припева девушка оборачивается и видит уходящего вдаль призрака. Она следит за ним, пока тот совсем не скрылся в тумане. Девушка замерзает. А в конце песни призрак приходит с букетом цветов к уже другой читающей книгу девушке.